# Cis gladiator
Cis gladiator là một loài bọ cánh cứng trong họ Ciidae. Loài này được Flach miêu tả khoa học năm 1882.